# Wilhelm Kähler (Archivar)
Wilhelm Kähler (* 21. September 1905; † 18. April 1994) war ein deutscher Arbeiter, Intellektueller und Archivar. Der Freund des deutschen Soziologen Ferdinand Tönnies gründete 1956 gemeinsam mit dem SPD-Bundestagsabgeordneten Reinhold Rehs in Kiel die Ferdinand-Tönnies-Gesellschaft (FTG). Sein Nachlass befindet sich in der Schleswig-Holsteinischen Landesbibliothek.
Kähler durchlief in seiner Jugend eine Ausbildung zum Landarbeiter, später zum Feinblechklempner. Nach längerer Arbeitslosigkeit nahm er in den letzten Jahren der Weimarer Republik ein Studium an der Deutschen Hochschule für Politik in Berlin auf. Politisch war Kähler in der sozialistischen Arbeiterjugend organisiert. Im Zuge des Verbots der SPD durch die Nationalsozialisten kehrte Kähler nach Kiel zurück und arbeitete bis zum Kriegsende bei den Deutschen Werken. Im Anschluss war er am Wiederaufbau der SPD als Sekretär für Jugend und Jungsozialisten im Landesverband Schleswig-Holstein beteiligt, später wurde er Kulturreferent. In den 1950er Jahren war er Mitbegründer der FTG und organisierte das Diskussionsforum Sozialistische Tribüne. Schließlich war er in der Presstelle der Staatskanzlei tätig.